# Poliany
Poliany (en russe : Поляны — autrefois en finnois : Uusikirkko ; en suédois: Nykyrka) est le chef-lieu administratif de la municipalité rurale du même nom, située dans le raïon de Vyborg, dans l'oblast de Léningrad, en Russie.

## Géographie
Poliany est situé dans l'isthme de Carélie, sur la rive orientale du lac Polianskoïe, à 51 km au sud-est de Vyborg et à 73 km au nord-ouest de Saint-Pétersbourg . 

## Histoire
La première mention du village date de 1445 lorsqu'une paroisse catholique est formée par les Suédois au bord du lac Kirkkojärvi. Le village est nommé Nykyrka (église nouvelle). L'église est incendiée en 1495 par les troupes d'Ivan III de Russie et ses deux cloches sont prises comme trophées. L'évêque luthérien Mikael Agricola, qui introduisit la Réforme protestante dans la province, meurt ici en 1557. Une nouvelle église luthérienne est construite en 1652, mais elle est à son tour détruite par les troupes russes en 1707. La couronne de Suède perd la région au profit de l'Empire russe par le traité de Nystad en 1721. Le village entre dans la nouvelle entité administrative du gouvernement de Vyborg.
Une nouvelle église de 1 600 places est construite en 1800, consacrée en 1807 sous le vocable de saint Jean-Baptiste. Elle est réaménagée (avec l'électricité et le chauffage) en 1903 par l'architecte Berndt Ivar Aminoff (1843-1926) et l'on y place un nouvel orgue de quinze registres et une statue de Luther, œuvre du défunt baron Peter Clodt von Jürgensburg (1805-1867), dont la famille possédait un manoir à proximité. Une petite église orthodoxe russe est construite à Nykyrka en 1912 pour les Pétersbourgeois ou Vyborgois, propriétaires de résidences secondaires des environs.

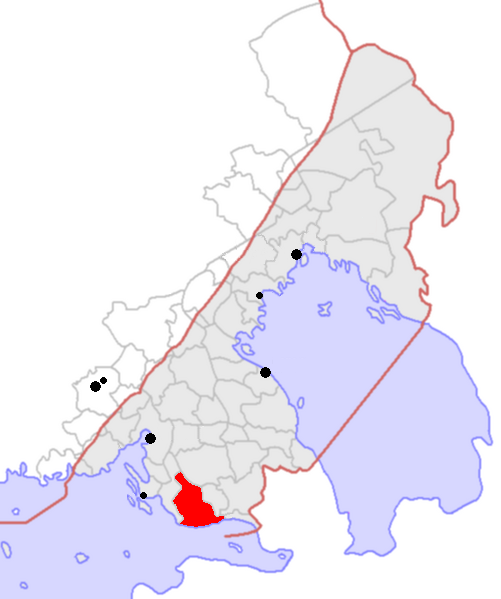
Localisation de Poliany (autrefois Uusikirkko) dans la partie de l'isthme de Carélie cédée à l'URSS en 1944

Le village fait partie, sous le nom d'Uusikirkko de la nouvelle république de Finlande après la chute de l'Empire russe et de la fin du grand-duché de Finlande en 1917. Il comprend environ 150 maisons à la veille de la Seconde Guerre mondiale. Les deux églises sont détruites en décembre 1939 pendant la Guerre d'Hiver qui oppose Finlandais et Soviétiques et les habitants sont évacués à Somero en Finlande.
Un sovkhoze tourné vers la production de lait et de viande est fondé en 1941. Il renaît en juin 1944 et fait faillite après la dislocation de l'Union soviétique. Le village est rebaptisé Poliany (ce qui signifie les clairières en russe), le 13 janvier 1949.
Aujourd'hui la coopérative agricole Poliany, qui comprend treize villages (dont Gorkovskoïe et Privetninskoïe) est la source principale de l'activité économique des lieux.

## Population
Poliany comptait 1 442 habitants en 2007, tandis que la municipalité entière en comprenait 15 641 au 1er janvier 2006.